# Шмєль-1
Шмєль-1 — розвідувальний Безпілотний літальний апарат. Перший політ зробив в 1983 році. Роботи зі створення міні-БПЛА розпочаті в ДКБ ім. О. С. Яковлєва в 1982 році на основі досвіду вивчення бойового застосування ізраїльських БПЛА у війні 1982 р. В 1985 г почалася розробка БПЛА «Шмєль-1» з чотириколісні шасі. Льотні випробування БПЛА «Шмєль-1» у варіанті, оснащеному телевізійним і ІК обладнанням, почалися в 1989 р. Апарат розрахований на 10 запусків, зберігається і транспортується в складеному вигляді в склопластиковому контейнері. Оснащений змінними комплектами розвідувальної апаратури, до складу яких входять телевізійна камера, тепловізійна камера, встановлені на гіростабілізований подфюзеляжной платформі. Спосіб посадки парашутний.

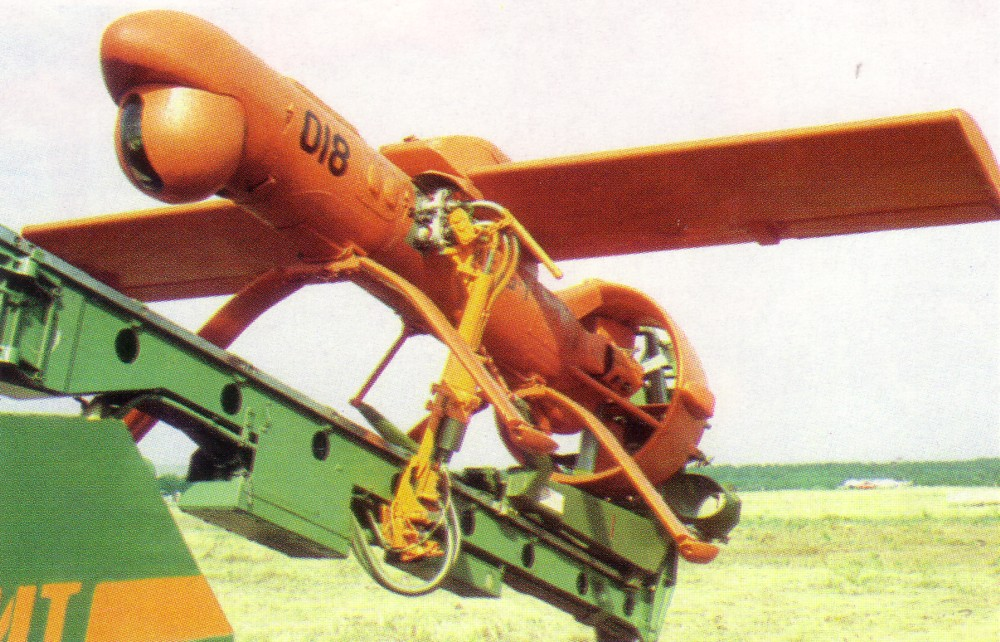
Подальший розвиток — БПЛА «Пчєла»

«Шмєль-1» послужив прототипом для більш досконалої машини Комплекс «Строй-П» з дистанційно-керованим літальним апаратом типу «Пчела» з якої зовні практично не помітний.

## Льотно-технічні характеристики
- Розмах крила, м — 3.25
- Довжина, м — 2.78
- Висота, м — 1.10
- Маса, кг — 130
- Тип двигуна — 1 ПД
- Потужність, к.с. — 1 х 32
- Крейсерська швидкість, км/год — 140
- Тривалість польоту, год — 2
- Практична стеля, м — 3000
- Мінімальна висота польоту, м — 100